# Wiener Alwegbahnpläne
Die Wiener Alwegbahnpläne wurden als Alternative zum Bau der Wiener U-Bahn zwischen Herbst 1957 und Jahresende 1962 diskutiert. Die Alwegbahn kam nicht zur Ausführung.

## Hintergrund
Gegen Ende der 1950er Jahre propagierte vor allem die Wiener ÖVP den U-Bahnbau. Ungeachtet der Existenz der Wiener Elektrischen Stadtbahn und mehrfacher U-Bahnpläne seit der ausgehenden Donaumonarchie besaß Wien zum Zeitpunkt der beginnenden Massenmotorisierung kein leistungsfähiges Massenverkehrsmittel zweiter Ebene. Parallel zur Errichtung der Wiener Schnellbahn durch die Österreichischen Bundesbahnen wurde nun ein solches von der Stadtverwaltung gesucht. Die mit der Führung der Wiener ÖVP damals intensiv verfeindete Wiener SPÖ suchte nach einer Alternative zu dem von ihr als „Propagandatrick“ und „Augenauswischerei“ bezeichneten U-Bahnprojekt. Als solches bot sich die Alwegbahn an.

## Präsentation
Dass der am 27. September 1957 zum Wiener Finanzstadtrat bestellte Felix Slavik große Sympathien für das Alwegbahnsystem hatte, wurde schon im November 1957 der Öffentlichkeit bekannt (ein entsprechender Artikel des Parteiblattes Arbeiter-Zeitung vom 5. November 1957 nennt das Verkehrsmittel allerdings noch „Allwegbahn“). In der Arbeiter-Zeitung vom 22. Jänner 1958 wurde das Konkurrenzvorhaben zum U-Bahnprojekt der ÖVP dann mit einem großen Artikel auf Seite 1 vorgestellt. Darin wurde der politische Hintergrund relativ offen zugegeben. Außerdem hieß es, der Zeitpunkt, U-Bahnen zu bauen, sei „von der christlichsozialen Stadtverwaltung“ (also im Klartext, vor 1914) versäumt worden, aktuell sei der Bau eines U-Bahn-Netzes viel zu teuer, würde Jahrzehnte dauern und durch die Aushebungsarbeiten schwere Beeinträchtigungen des Stadtverkehrs bringen.
Als Ausweg wurde die Alwegbahn präsentiert, ein System der Einschienenbahn, dessen Kölner Versuchsstrecke offenbar kurz davor von einer hochrangigen Wiener Delegation unter Führung von Finanzstadtrat Felix Slavik und Bautenstadtrat Thaller besucht worden war. Bedenken betreffend die Wirkung von Alweg-Bauten auf das Stadtbild wurden beiseitegeschoben beziehungsweise beschwichtigt, es sei „keine Alweg-Bahn auf der Ringstraße“ vorgesehen und auch keine über der Mariahilfer Straße, aber „ein hoher, schlanker, architektonisch schöner Alweg-Viadukt etwa bei den Neubauten am Donaukanal oder beim Margaretengürtel über dem Wiental würde Wien ein wahrhaft weltstädtisches, geradezu utopisches Gepräge geben“.

## Geplantes Liniennetz
Im erwähnten Artikel und in einem Folgeartikel vom 15. Februar 1958 kristallisierte sich das für Wien anvisierte Alweg-Liniennetz heraus. Vorrangig war die Umstellung der (verlängerten) Gürtelstadtbahn auf das neue System „von Matzleinsdorf bis Floridsdorf“ angedacht, letztlich jene des ganzen Stadtbahnnetzes „bis Purkersdorf“. Auch die Neubaugebiete jenseits der Donau galten als ideales Gelände für das neue Massenverkehrsmittel mit „hypermodernem Aussehen und technischer Schönheit“. Medienberichten zufolge plante das Rathaus 1960 ein Alweg-Experiment im Bereich des südlichen Gürtels zwischen Gumpendorfer Straße und Philadelphiabrücke. Außerdem habe die Alweg-Gesellschaft eine zweistöckige aufgestelzte Stadtautobahn am westlichen Gürtel propagiert. Ein weiteres Projekt sah vor, die 1945 kriegsbedingt eingestellte Straßenbahn-Stadtbahn-Kombinationslinie 18G, durch eine Alwegbahn von Gumpendorf zum Südbahnhof zu ersetzen respektive wiederzubeleben.

## Innere Widerstände
Ungeachtet der Begeisterung einzelner Spitzenpolitiker gab es aber innere Widerstände gegen das Wiener Alwegbahnprojekt. Auch die grundsätzlich freundliche Berichterstattung im eigenen Parteiblatt machte deutlich, dass es sich bei der Alwegbahn vor allem um ein Lieblingsvorhaben des Finanzstadtrates Slavik handelte, der das System als „zehn Mal billiger“ als eine U-Bahn begrüßte. Technische Gegenargumente (25 Prozent des Fahrzeugvolumens machen die Radkästen aus, Unklarheit über die Abnützung der Räder) wurden aber von Anfang an offen genannt. Die Entscheidung, so hieß es am Ende, fällen die Techniker.
Eine im Jänner 1958 nach Köln geschickte Delegation von Wiener Verkehrsexperten kam laut Presseberichten zu dem Schluss, dass die Kurvenradien des Alweg-Systems für das dicht verbaute Stadtgebiet zu groß seien, diese Form der Einschienenbahn aber am Stadtrand gut einsetzbar wäre. Nachdem aber klar wurde, dass auch keine größere deutsche Stadt das neue Massenverkehrssystem anwenden würde, kam es schrittweise, mit der Zwischenstufe U-Straßenbahn, zur Entscheidung in Richtung Wiener U-Bahn.